# Шегодское
Шегодское — село в Юрьев-Польском районе Владимирской области России, входит в состав Симского сельского поселения.

## География
Село расположено на берегу реки Селекша в 2 км на юго-восток от центра поселения села Сима и в 20 км на север от райцентра города Юрьев-Польский.

## История
В XVII столетии, как видно из патриарших книг, половина села принадлежала помещику Гавриилу Юреневу, а другая половина села находилась во владении помещиков Калачевых. В XVIII—XIX веках село принадлежало фамилии князей Голицыных. Церковь Введения Пречистой Богородицы в селе существовала в селе в начале XVII столетия, о чём есть запись в окладных патриаршего казённого приказа книгах от 1628 года. В 1819 году вместо деревянной церкви средствами прихожан построена была каменная церковь и освящена в прежнее наименование. В 1866 году при ней на средства прихожан построена каменная колокольня. Престолов в церкви было два: в холодной — в честь Введения во храм Пресвятой Богородицы и в тёплом приделе — в честь Знамения Божьей Матери. В 1893 году приход состоял из села Шегодского и деревни Шегодской. Всех дворов в приходе 86, 278 мужчин и 302 женщины. В годы советской власти церковь была полностью разрушена.
В конце XIX — начале XX века село входило в состав Симской волости Юрьевского уезда.
С 1929 года село входило в состав Симского сельсовета Юрьев-Польского района.

## Население
| 1859 | 1905 | 2002 | 2010 | 2021 |
| ---- | ---- | ---- | ---- | ---- |
| 128  | ↗220 | ↘0   | →0   | ↗5   |

## Известные уроженцы
- Анна Гавриловна Добронравова (в монашестве Арсения) — преподобномученица, игуменья Сергиевского Воскресенско-Феодоровского монастыря близ Шуи.